# 75 років утворення Донецької області (монета)
«75 ро́ків утво́рення Доне́цької о́бласті» — ювілейна монета номіналом 2 гривні, випущена Національним банком України. Монета присвячена 75-річчю утворення Донецької області, розташованої в південно-східній частині України. Наявність в області паливно-енергетичних і мінерально-сировинних ресурсів створили умови для розвитку промислового комплексу з високою концентрацією галузей важкої промисловості, наукової та соціальної інфраструктури.
Монету введено в обіг 6 липня 2007 року. Вона належить до серії «Області України».

## Опис монети та характеристики
| Номінал грн. | Метал      | Маса, грам | Діаметр, мм. | Якість виготовлення       | Гурт     | Тираж, штук |
| ------------ | ---------- | ---------- | ------------ | ------------------------- | -------- | ----------- |
| 2            | нейзильбер | 12,8       | 31,0         | спеціальний анциркулейтед | рифлений | 35 000      |

### Аверс
На аверсі монети зображено шахтарський ліхтар (ліворуч), який освітлює стилізовані обриси промислових підприємств (праворуч) і розміщено написи: на дзеркальному тлі угорі півколом — «НАЦІОНАЛЬНИЙ БАНК УКРАЇНИ», під яким — малий Державний Герб України, унизу — «2/ГРИВНІ/ 2007» і логотип Монетного двору Національного банку України.

### Реверс

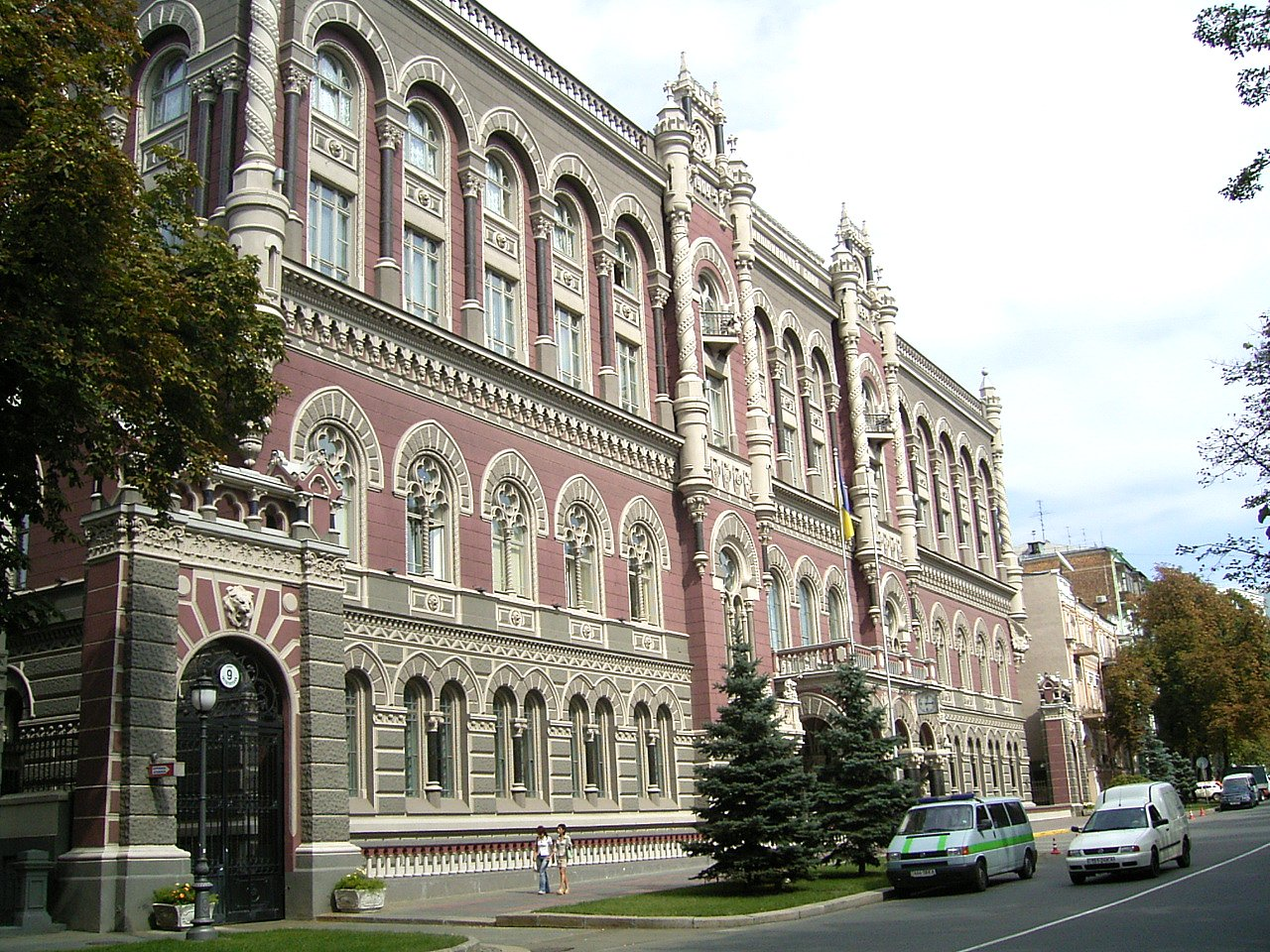
Будівля Національного банку України

На реверсі монети зображено логотип ювілейних заходів з відзначення 75-річчя утворення Донецької області, по колу розміщено написи «ДОНЕЦЬКА ОБЛАСТЬ» (угорі), «ЗАСНОВАНА У 1932 РОЦІ» (унизу).

## Автори
- Художник — Іваненко Святослав.
- Скульптор — Іваненко Святослав.

## Вартість монети
Ціна монети — 15 гривень була вказана на сайті Національного банку України в 2011 році.
Фактична приблизна вартість монети, з роками змінювалася так:
| Рік        | 2010 | 2011 | 2012 | 2013 | 2014 | 2015 | 2016 | 2017 | 2018 | 2019 | 2020 | 2021 | 2022 | 2023 | 2024 | 2025 |
| ---------- | ---- | ---- | ---- | ---- | ---- | ---- | ---- | ---- | ---- | ---- | ---- | ---- | ---- | ---- | ---- | ---- |
| Ціна, грн. | 70   | 75   | 75   | 75   | 59   | 85   | 120  | 150  | 170  | 175  | 170  | 170  | 170  | 220  | 280  | 390  |